# Vijgspons
De vijgspons (Suberites ficus) is een sponssoort in de taxonomische indeling van de gewone sponzen (Demospongiae). Het lichaam van de spons bestaat uit kiezelnaalden en sponginevezels, en is in staat om veel water op te nemen. De spons behoort tot het geslacht Suberites en behoort tot de familie Suberitidae. De wetenschappelijke naam van de soort werd als Halichondria ficus, voor het eerst geldig gepubliceerd in 1842 door Johnston.

## Beschrijving
De vijgspons is grote, bolvormige sponssoort met oranje of rode kleur, vooral op fel verlichte plaatsen, maar op donkere locatie soms grijsachtig of bruinachtig. De vorm is onregelmatig en varieert, soms lobvormig, soms kussenachtig en soms korstig. Het heeft een glad uitziend oppervlak, maar dit voelt ruw aan. Het oppervlak is voorzien van een of meer opvallend zichtbare uitstroomopeningen. De spons kan wel dertig of veertig centimeter in doorsnee worden. Grote exemplaren bestaan uit meerdere grote lobben.

## Verspreiding
De vijgspons heeft een wereldwijde verspreiding, maar komt meer voor in het noordoosten en noordwesten van de Atlantische Oceaan dan elders. Het is veelvoorkomende soort langs de kusten van de Britse Eilanden, vooral langs de westelijke kusten. Vaak gehecht aan rotsen op onbeschutte plaatsen of losliggend tussen algen op beschutte plaatsen. De vijgspons komt ook algemeen voor in de Noordzee, met name op scheepswrakken. In 2019 werden door duikers drie sponscomplexen in de westelijke Oosterschelde aangetroffen.